# Edith Ruiz Zepeda
Edith Ruiz Zepeda (Fecha y lugar de nacimiento desconocidos) es una pianista mexicana que desarrolló una metodología para la enseñanza de la lectura a primera vista en el piano y ha sido nominada en dos ocasiones al Grammy Latino en 2008 y 2019.

## Formación
Realizó estudios de licenciatura en Piano en la Escuela Nacional de Música de la UNAM, de maestría en Acompañamiento y Música de Cámara en el Instituto de Música de Cleveland y el doctorado en Música en la Facultad de Música de la UNAM.

## Trayectoria
Se ha presentado en países como México, Estados Unidos, Canadá y otros sitios en Latinoamérica y Europa, donde ha participado en festivales internacionales como el Music Academy of the West, el Aspen Music Festival, el Latin Festival Chicago, el Festival Internacional Cervantino, el Clarinetfest, Instrumenta, Sonoro, el Foro de Música Nueva Manuel Enríquez, el Festival del Centro Histórico en la Cd. De México, el Festival Camarissima y el Festival San Miguel Allende.
En el contexto de la música de cámara se ha desempeñado como pianista de ONIX Ensamble, del Ensamble Cello Alterno, del Trío Cualli Nemi y como integrante de IKCAS (International Keyboard Collaborative Arts Society), mientras que en el gran formato sinfónico ha pertenecido a la Orquesta Sinfónica de Minería.
Como solista ha tocado con la Orquesta Filarmónica de la Ciudad de México, la Orquesta Sinfónica de Minería, la Orquesta Sinfónica del Estado de Puebla, la Pequeña Camerata Nocturna, la Banda del Estado de Oaxaca y la Orquesta Juvenil de la Escuela Nacional de Música.
En el terreno de la docencia trabaja como profesora de tiempo completo de la Facultad de Música de la UNAM.

## Premios, distinciones y nominaciones
Ha recibido las Medallas Gabino Barreda y Gustavo Baz Parada de la UNAM, el Premio Gwendolyn Kodolovsky 2000 del Instituto de Música de Cleveland y la Distinción Universidad Nacional para Jóvenes Académicos en el área de Creación Artística y Extensión Cultural en 2010.
Ha grabado 11 producciones discográficas con dos de las cuales ha sido nominada al Grammy Latino, primero en 2008 junto al clarinetista colombiano Javier Asdrúbal Vinasco, dentro de la categoría mejor álbum de tango y, después en 2019, por su disco Árboles de Vidrio de la serie Solistas Onix Ensamble, donde interpreta música contemporánea para piano solo, en la categoría mejor álbum de música clásica.